# JR Bourne
David Bourne, känd professionellt som JR Bourne, född 8 april 1970 i Toronto i Ontario, är en kanadensisk skådespelare. Han spelade rollen som Chris Argent i MTV-serien Teen Wolf mellan åren 2011 och 2017, en roll som han sedan skulle återkomma till i dess långfilm från 2023. Han har också medverkat i andra TV-serier som Somewhere Between, The 100, Stargate SG-1, Fringe och Revenge.

## Filmografi (i urval)

### Filmer
- 1998 – Futuresport
- 2001 – Conspiracy.com (i USA mer känd som Antitrust)
- 2001 – Josie and the Pussycats
- 2001 – Thirteen Ghosts
- 2004 – Ginger Snaps Back: The Beginning
- 2005 – Besatt
- 2006 – The Butterfly Effect 2
- 2008 – The Lost Treasure of the Grand Canyon
- 2023 – Teen Wolf: The Movie

### TV-serier
| - 1996 – Spejaren (TV-serie) - 1996 – Millennium (TV-serie) - 1998 – The Crow: Stairway to Heaven (TV-serie) - 1998–2000 – Stargate SG-1 (TV-serie) - 1999 – Aftershock: Earthquake in New York (TV-serie) - 2000 – Higher Ground (TV-serie) - 2002 – Jeremiah (TV-serie) - 2003 – Andromeda (TV-serie) - 2006 – Död zon (TV-serie) - 2007 – CSI: Miami (TV-serie) - 2007 – CSI: Crime Scene Investigation (TV-serie) - 2007 – 24 (TV-serie) - 2007 – NCIS (TV-serie) - 2008 – The Mentalist (TV-serie) | - 2009–2011 – Fringe (TV-serie) - 2010 – NCIS: Los Angeles (TV-serie) - 2010 – Smallville (TV-serie) - 2010 – Cold Case (TV-serie) - 2011–2015 – Suits (TV-serie) - 2011–2012 – The Secret Circle (TV-serie) - 2011 – Flashpoint (TV-serie) - 2011–2017 – Teen Wolf (TV-serie) - 2012–2013 – Revenge (TV-serie) - 2015 – Arrow (TV-serie) - 2016 – Outcast (TV-serie) - 2017 – Somewhere Between (TV-serie) - 2019–2020 – The 100 (TV-serie) - 2021 – Mayans M.C. (TV-serie) |